# بخش چیتیپا
بخش چیتیپا (انگلیسی: Chitipa District) یکی از بخش‌های کشور مالاوی است.
این بخش ۴٬۲۸۸ کیلومتر مربع مساحت و ۱۲۶٬۷۹۹ نفر جمعیت دارد و مرکز آن شهر چیتیپا می‌باشد.